# Kleiner Mann von Warka
Als kleiner Mann von Warka wird das 18 cm hohe Fragment einer Statuette bezeichnet, das bei Ausgrabungen in Warka im Südirak gefunden wurde. Es wurde zwischen 3200 und 3000 v. Chr., also in der Uruk-Zeit, aus Alabaster gefertigt. Heute befindet es sich im Irakischen Nationalmuseum in Bagdad. Es wurde in einem Gefäß südöstlich des Steinstifttempels gefunden. 
Dargestellt ist eine männliche Figur mit unbekleidetem Oberkörper. Der Unterkörper war vermutlich mit einem Rock bedeckt.